# 臺北市大安區金華國民小學
臺北市立金華國民小學（Taipei Municipal Jin-Hua Elementary School），簡稱金華國小，位於中华民国臺灣臺北市大安區愛國東路79巷11號。成立於1975年8月，以解決當時附近國小人數過多，校舍無法負荷的情況，故選定原和平醫院預定地為今日的校址。

## 歷史沿革
1973年2月9日，臺北市市長張豐緒市長表示，地方人士於里民大會反映，因附近學生多於東門國小就讀，須穿越繁忙交通要道，以致學童安全堪虞，故將原訂和平醫院遷院預定地變更為校園興建用地，並請工務局新建工程處負責規劃設計發包監造。1973年11月，臺北市政府教育局開始籌備。1975年8月。成立臺北市大安區金華國民小學，奉准成立校名為臺北市大安區金華國民小學，學區劃分為金華、明、重光、福住、大安、永康等六里，一年級新生入學五班，由幸安、東門等校撥編學生二至六年級十三班，于寯擔任該校首任校長。1975年9月5日正式開學。1976年8月，班級數增為二十八班，學區增加龍安、錦安、錦泰、錦中四里。1977年8月，第二批校舍建築完工（仁樓），班級數增為三十五班。1978年9月，班級數增為三十八班，籌設啟聰資源教室，增啟聰一班 。 

1982年8月，第三批校舍建築完工（勇樓），班級數增為五十二班（含啟聰三班）。1983年10月19日，校務會議議決以「敦品勵學」為校訓。1985年12月4日，學生活動中心落成啟用。1986年2月4日，實施全日制教學；5月12日，地下室游泳池啟用。1987年6月，活動中心（華樓）建築完工；8月，班級數增為五十八班（普通班五十五班，啟聰班三班）；9月，第四批校舍建築完工（誠樓）。1989年9月，成立男童足球隊。

1990年10月：與臺灣師大特教系合辦實驗啟聰幼稚園三班，班級數增為六十三班（普通班五十七班，啟聰班三班、啟幼班三班）1991年8月，班級數增為六十五班（普通班五十九班，啟聰班三班、啟幼班三班）。1992年5月3日，PU操場啟用。1993年8月，班級數增為六十六班（普通班六十班，啟聰班三班、啟幼班三班） 為校史上班級數最多年代。1996年九月，正式實施新課程標準。1997年11月，推動校務行政電腦化建置作業。1998年5月1日，與師大特教系合辦實驗啟聰幼稚園班三班奉令辦理移撥；8月，班級數減為六十班（普通班五十六班，啟聰班三班、自閉症巡迴班一班）。1999年12月15日：教師會成立。

2000年8月，班級數減為五十三班（普通班五十班，啟聰班二班，身障班一班）。2004年8月，班級數減為四十八班（普通班四十五班，啟聰班二班，身障班一班）。2007年4月，開始使用數位學生證；11月，扯鈴隊獲臺北市青年盃民俗錦標賽優勝。

2012年1月，獲教育局100年度國小推動本土語言教學暨臺灣母語日訪視績優學校；3月，合唱團獲100學年度全國學生音樂比賽北區決賽合唱特優。2014年3月，與LTTC語言訓練測驗中心合作辦理第二外國語（西班牙語）實驗課程。4月，獲臺北市食材登錄平台午餐食材登錄國小績優學校；9月，與LTTC語言訓練測驗中心合作辦理第二外國語（日語）實驗課程；11月9日，紙風車劇團於操場進行368鄉鎮市區兒童藝術工程---臺灣幻想曲之大型兒童劇公演。12月，獲臺北市102學年度國民小學辦理資優教育方案績優學校。

## 學區
2010年度
- 金華國小單一學區
  - 永康里、光明 里、錦泰里、錦華里、錦安里（1、2、5、6、8鄰）
- 與新生國小共同學區
  - 錦安里（3、4、7、9、10、13、14、17鄰）龍安里（11－17鄰）福住里（3、4、7、8、12-16鄰）

## 學校週邊
- 郵政總局
- 教廷大使館
- 永康街商圈
  - 永康街牛肉麵
  - 鼎泰豐（信義本店）
- 永康公園
- 東門市場
- 台北監獄圍牆遺蹟
- 中華電信國際分公司
- 中正紀念堂
- 大安森林公園
- 捷運東門站
- 政治大學公企中心
- 華光社區

## 外部連結
- 金華國小 （页面存档备份，存于）